# Kerodon
Kerodon is een geslacht van knaagdieren uit de klasse van de Mammalia (zoogdieren). De wetenschappelijke naam van het geslacht werd in 1825 gepubliceerd door Frédéric Cuvier.

## Soorten
Er worden 2 soorten in dit geslacht geplaatst:
- Kerodon acrobata Moojen, Locks & Langguth, 1997
- Kerodon rupestris (Wied-Neuwied, 1820) - Rotsmoko